# ニュルンベルク - シュヴァンドルフ線
ニュルンベルク - シュヴァンドルフ線(ニュルンベルク - シュヴァンドルフせん、ドイツ語: Bahnstrecke Nürnberg - Schwandorf)はニュルンベルク、アムベルク及びシュヴァンドルフを結ぶ、長さ93.7 kmの幹線鉄道である。その中ニュルンベルク - ポンメルスブルン間はニュルンベルク - ヘプ線に対してペグニッツ川左岸線あるいは建設会社の名から由来する東部線(Ostbahn)と呼ばれる。

## 沿線概況
ニュルンベルク - シュヴァンドルフ線はニュルンベルク中央駅から東の方に向かい、ポンメルスブルン駅に至る。この路線はSバーン終着駅のハルトマンスホーフ駅まで電化されている。ポンメルスブルン分岐点にはペグニッツ右岸線からの連結線が合流する。列車はハルトマンスホーフ - エッツェルヴァング間の斜面を登ってフランキシェアルプを通過する。線路は続いてノイキルヒェン駅に至る。ノイキルヒェン - ヴァイデン線がそこで分岐する。列車はそのあとズルツバッハ＝ローゼンベルクとかつての製鉄所(Ehemalige Maxhütte)の隣を経てアムベルク駅に到着する。アムベルク駅の前にはシュナイテンバッハ方面の貨物専用線が合流する。列車は以後イレンローエ方面に走り、そこで経路をレゲンスブルク - オーバーコッツァウ線に変えし、シュヴァンドルフ駅に至る。アムベルク - イレンローエ間はまだ複線化されていない。

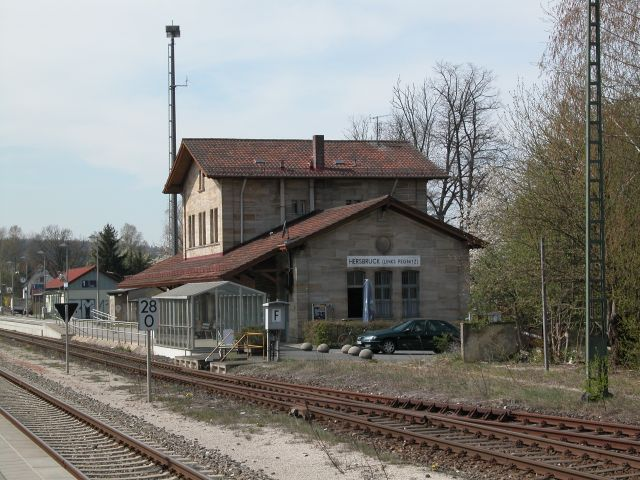
ヘアスブルク (ペグニッツ左岸) 駅

## 歴史
ニュルンベルク - シュヴァンドルフ線の建設許可は1856年4月12日バイエルン東部鉄道株式会社(AG der Bayerischen Ostbahnen)に国王マクシミリアン二世から与えられた。1859年この路線は二段階で開通された。1876年1月1日からバイエルン東部鉄道が国有化され、同年ニュルンベルク - モェゲルドルフ間が複線化された。1910年から1912年までモェゲルドルフ - アムベルク間の複線化が完成された。イレンローエ - シュヴァンドルフ間は1863年10月1日既に複線になった。
第二次世界大戦のとき、線路の物資不足のため1943年ニュルンベルク・ラウフアムホルツ - ヘルスブルク(ペグニッツ左岸)間は単線化された。1983年からニュルンベルク - ラウフ(ペグニッツ左岸)間のSバーンの新設のために、この区間で複線化及び電化の工事が実施され、1987年9月26日S1系通の運営が始まった。その後Sバーンシステムの拡張のためにラウフ - ハルトマンスホーフ間は2009年8月1日から同年9月14日まで封鎖された。翌年ラウフ - ハルトマンスホーフ間は再び複線化され、全ての駅の乗降場は76 cmの高さで改築された。それでS1系通はハルトマンスホーフまで延長された。

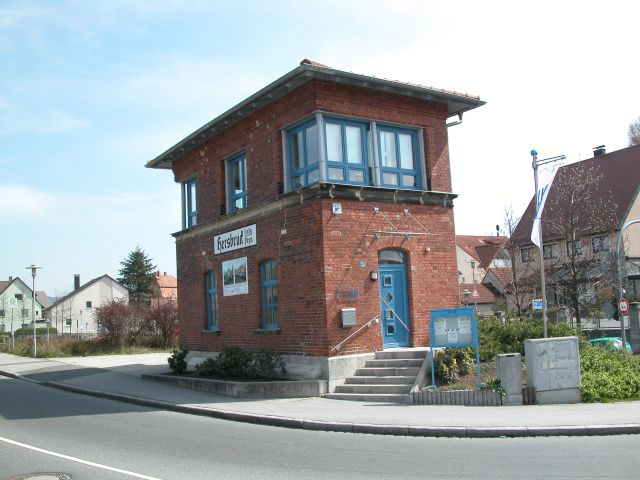
ヘアスブルク(ペグニッツ左岸)の旧信号扱い所。今は建築事務所。

## 運行形態
1891年ニュルンベルク - プラハ間の系通が導入され、1896年シュトゥットガルト - ニュルンベルク - プラハ間の急行列車が運行された。1973年までドイツ国鉄01形蒸気機関車がこの路線に投入された。2012年12月9日以後遠距離輸送は存在していない。
地域輸送の場合、以下のような路線がある。ニュルンベルク - アンベルク間は1997年以来ニュルンベルク広域運輸連合(Verkehrsverbund Großraum Nürnberg、VGN)の領域に属する。ズルツバッハ＝ローゼンベルク - シュヴァンドルフ間にはレーゲンスブルク運輸連合(Regensburger Verkehrsverbunds、RVV)の料金システムが適用される。
- 快速列車 (RE 40/RE 41) : ニュルンベルク - ヘアスブルック (ペグニッツ右岸) - ハルトマンスホーフ - エッツェルヴァン - ノイキルヒェン - レーゲンスブルク/ノイシュタット。60分ごとに運行。ノイキルヒェン駅で分割・併結[5]。使用車両はDB612形気動車。
- Sバーン () : ロート - シュヴァーバッハ ｰ ライヒェルスドルフ - ニュルンベルク - デュレンホーフ - 東リング - モェーゲルドルフ - レーホーフ - ラウフアムホルツ - シュヴァイク - ロェテンバッハ (ペグニッツ) - シュタインベルク - ゼーシュピッツェ - ラウフ西駅 - ラウフ (ペグニッツ左岸)  - オッテンゾース - ヘンフェンフェルト - ヘルスブルック (ペグニッツ左岸)  - ハップルク - ポンメルスブルン - ハルトマンスホーフ。20~60分間隔[6]。使用車両はDB442形電車。